# Anthony Christophe
Pour les articles homonymes, voir Christophe.
Anthony Christophe, né le 4 mars 1983 à Lille, est un joueur français de basket-ball. Il joue au poste de meneur. Il est le fils de l'ancien international de football Didier Christophe

## Biographie
Sans club au début de la saison 2014-2015, il s'engage le 5 décembre pour un mois à la Chorale de Roanne pour le mois de décembre en raison de la blessure d'Andre Young. Le 5 janvier, il quitte Roanne. Le 13 janvier 2015, à la suite de la blessure de Mathieu Guichard, il signe à Saint-Chamond en Nationale 1. Le 6 mars 2015, il dispute son dernier match avec Saint-Chamond avec qui il a joué neuf rencontres.
Le 22 juin 2015, revient au Hyères Toulon Var Basket pour deux saisons.

## Palmarès
- Accession en Pro A et Champion de France Pro B avec Besançon : 2008
- Accession en Pro B et Champion de France Nationale 1 avec Reims : 2010
- Accession en Pro A et Vice- Champion de France Pro B avec JDA Dijon : 2011
- Accession en Pro B et Champion de France Nationale 1 avec Monaco : 2014
- Accession en Pro B et Champion de France Nationale 1 avec Saint-Chamond : 2015
- Accession en Pro A et Champion de France Pro B avec Hyeres Toulon : 2016
- Numéro 1 français 2018 et vainqueur  de l’Open de France 2018 de Toulouse
- International basket 3/3